# Dorcas Idowu
Dorcas Ewokolo Idowu (nascida em 27 de agosto de 1903) foi uma política camaronesa. Ela foi a primeira mulher a sentar-se na Assembleia da República dos Camarões do Sul e a primeira mulher a parlamentar no que hoje é o Camarões.

## Biografia
Idowu nasceu em 1903, filha de Joseph Lifanjo Ekema. Ela casou-se com Thomas Faguma Idowu e trabalhou como professora na escola pública em Buea.
Membro do Congresso Nacional Kamerun, Idowu foi nomeada para a Assembleia da República dos Camarões do Sul em julho de 1955 como membro representando os interesses das mulheres, tornando-se na primeira mulher parlamentar nos Camarões. Ela permaneceu como membro até 1959.